# Robbie Hooker
Robbie Hooker (Australia, 6 de marzo de 1967) es un exfutbolista y entrenador de fútbol de Australia que jugaba en la posición de defensa.

## Carrera

### Club
| Periodo   | Club                   | Apariciones | Goles |
| --------- | ---------------------- | ----------- | ----- |
| 1986      | Sydney City SC         | 15          | 0     |
| 1987-1992 | Sydney Olympic         | 113         | 2     |
| 1992-1997 | West Adelaide FC       | 131         | 17    |
| 1997-1998 | Sydney United          | 23          | 1     |
| 1998-1999 | Marconi Stallions FC   | 12          | 1     |
| 1999-2001 | Canberra Cosmos        | 57          | 0     |
| 2001–2002 | Auckland Kingz         | 10          | 0     |
| 2003–2004 | APIA Leichhardt Tigers | 14          | 0     |

### Selección nacional
Jugó a nivel de selecciones nacionales en Australia desde la categoría sub-20. 
Integró la selección de fútbol sala de Australia que participó de la Copa Mundial de 1989.
Jugó para Australia en 22 ocasiones de 1990 a 1998 y anotó dos goles; fue campeón de la Copa de las Naciones de la OFC 1996 y finalista de la Copa FIFA Confederaciones 1997.
| # | Fecha                  | Sede                                       | Rival   | Marcador | Resultado | Torneo                              |
| - | ---------------------- | ------------------------------------------ | ------- | -------- | --------- | ----------------------------------- |
| 1 | 1 de noviembre de 1995 | Bruce Stadium, Canberra, Australia         | Tahití  | 1–0      | 5–0       | Copa de las Naciones de la OFC 1996 |
| 2 | 25 de enero de 1997    | Sydney Football Stadium, Sídney, Australia | Noruega | 1–0      | 1–0       | Amistoso                            |

### Entrenador
| Periodo   | Club                           |
| --------- | ------------------------------ |
| 2008-2009 | Canberra United                |
| 2023-2025 | Western Sydney Wanderers Women |

## Logros
- OFC Nations Cup: 1996[7]